# مطبخ راوندي
المطبخ الرواندي على الأطعمة الأساسية المحلية التي يتم إنتاجها من خلال الزراعة التقليدية على مستوى الكفاف، وقد تنوع تاريخيًا عبر مناطق مختلفة.

## خلفية
تشمل الأغذية الأساسية في رواندا الموز، وموز الجنة، والبقوليات، والبطاطا الحلوة، والفاصوليا، والكسافا. من الناحية التاريخية، ينطبق هذا بشكل خاص على قبائل التوا والهوتو الذين كانوا يمارسون الصيد والزراعة. كان نظامهم الغذائي غنيًا بالخضروات ويفتقر إلى البروتين الحيواني بسبب الكمية القليلة من المنتجات الحيوانية المستهلكة. كان التوتسي من الرعاة التقليديين وكانوا يستهلكون كمية أكبر من الحليب ومنتجات الألبان. يعتمد غالبية الشعب الرواندي على الزراعة، وغالبية هؤلاء المزارعين لا يبيعون ما ينتجونه بسبب التحديات التي يواجهونها في الوصول إلى الأسواق.
يأكل العديد من الروانديين كميات كبيرة من اللحوم في الوقت الحاضر. بالنسبة لأولئك الذين يعيشون بالقرب من البحيرات ولديهم إمكانية الوصول إلى الأسماك، فإن سمك البلطي يحظى بشعبية كبيرة. يُعتقد أن البطاطس، التي تم إدخالها إلى رواندا عن طريق المستعمرين الألمان والبلجيكيين، أصبحت الآن شائعة جدًا ويتم زراعتها في مدينتي جيتاراما وبوتاري.

## الأطباق الوطنية
تطورت أطباق مختلفة من مجموعة الأطعمة الأساسية المستهلكة. أوجالي أو بوجالي، الذي يتم تناوله في جميع أنحاء أفريقيا جنوب الصحراء الكبرى، وهو عبارة عن عجينة مصنوعة من الذرة والماء لتشكيل قوام يشبه العصيدة. يتم تحضير الإيزومبي من أوراق الكسافا المهروسة ويقدم مع اللحوم أو الأسماك.
الماتوكي هو طبق مصنوع من الموز المخبوز أو المطبوخ على البخار. يتم تحضير الإيبيهازا من القرع المقطوع إلى قطع، والممزوج بالفاصولياء والمسلوق دون تقشيرها. يتم تحضير معجون الفول السوداني إيكينيجا ومعجون دقيق الدخن أوموتسيما وبورو من الماء المغلي والدقيق، ويتم خلطهما للحصول على قوام يشبه العصيدة.
في المطاعم الموجودة في العاصمة كيغالي، يتناول السكان المحليون والمغتربون مجموعة متنوعة من المأكولات العالمية، بما في ذلك المأكولات الهندية والصينية والإيطالية والأفريقية. في المدن والبلدات الأخرى، يكون المطبخ أبسط، ويتكون غالبًا من الدجاج أو السمك أو لحم الماعز أو شرائح اللحم المقدمة مع الأرز أو البطاطس المقلية.

## المشروبات
الحليب هو مشروب شائع بين الروانديين. الإيغيكوما، المعروف أيضًا باسم العصيدة، هو مشروب إفطار شائع يستهلكه الرياضيون والأمهات المرضعات. تشمل المشروبات الشعبية الأخرى في رواندا عصير الفاكهة والنبيذ والبيرة والصودا (فانتا) لأولئك الذين لا يشربون الكحول، كما تشمل أنواع البيرة التجارية التي يتم شربها في رواندا أنواع مثل أمستل في المناطق الريفية.
تشكل البيرة جزءًا من الطقوس والاحتفالات التقليدية، وعادةً ما يستهلكها الرجال فقط. إيكيجاجي هو مشروب كحولي مصنوع من الذرة الرفيعة الجافة ويُعتقد أنه يتمتع بقوى طبية. يتم تصنيع مشروب أوبوكي من العسل المخمر الذي يحتوي على نسبة 12 بالمائة من الكحول.